# لوفتر كيتوكوندايناس
لوفتر كيتوكوندايناس (بالتركية: Lefter Küçükandonyadis)‏ (باليونانية: Λευτέρης Κιουτσούκ Αντωνιάδης)‏، من مواليد 22 ديسمبر 1925، وتوفي بتاريخ 13 يناير 2012، وهو لاعب كرة قدم تركي من أصل يوناني، شارك مع زملائه في بطولة كأس العالم 1954 ودورة الألعاب الأولمبية عام 1948.

## وصلة خارجية
- Official website of Fenerbahçe SK (بالتركية)